# Las kserofityczny

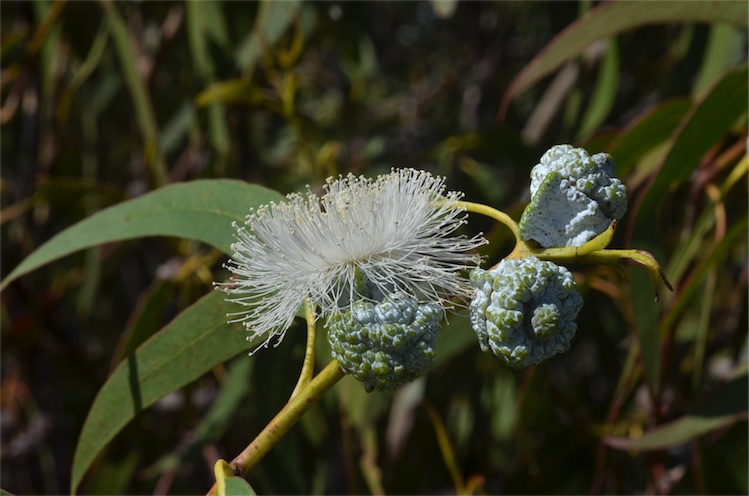
Eukaliptus

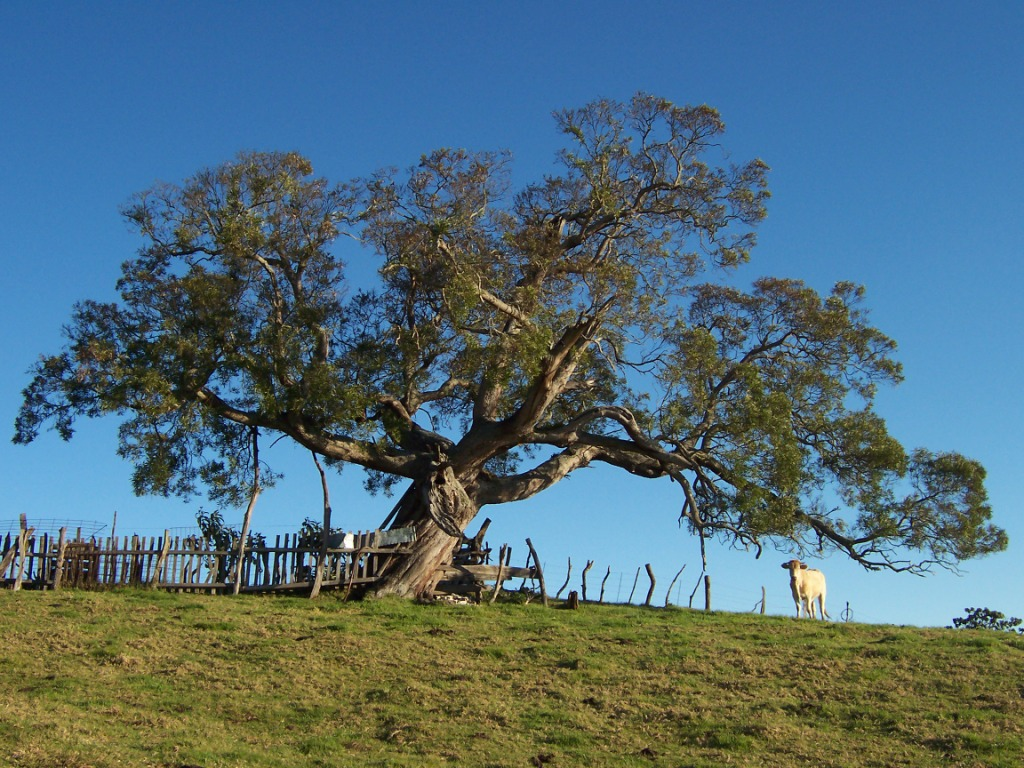
Acacia heterophylla

Las kserofityczny (las suchy, las sucholubny) – zespół leśny występujący w klimacie podrównikowym o niskich opadach, mieszczących się w przedziale 400-900 mm na rok i nieregularnej, stosunkowo krótkiej porze deszczowej.
Drzewa tworzące ten typ lasu mają grubą korę, drewno przystosowane do magazynowania wody, kolce, a także drobne liście, często przekształcone w ciernie w celu ograniczenia transpiracji. Często są to sukulenty (kaktusy, eukaliptusy, akacje i wilczomleczowate).
Jest charakterystyczny dla Afryki, Australii, Ameryki Południowej (głównie Brazylia), południowo-zachodniej Ameryki Północnej.